# Ian Gow
Ian Reginald Edward Gow ( /ɡ aʊ / ; 11 février 1937 - 30 juillet 1990) est un homme politique et avocat conservateur britannique. Alors qu'il est député d'Eastbourne, il est assassiné par l'Armée républicaine irlandaise provisoire (IRA), qui fait exploser une bombe sous sa voiture devant son domicile dans le Sussex de l'Est.

## Jeunesse
Ian Gow est né au 3 Upper Harley Street, Londres, le fils d'Alexander Edward Gow, un médecin londonien attaché à l'hôpital St Bartholomew, décédé en 1952. Ian Gow fait ses études au Winchester College, où il est président de la société de débat. Pendant une période de service national de 1955 à 1958, il entre dans les 15e / 19e Hussards et sert en Irlande du Nord, en Allemagne et en Malaisie. Il sert ensuite dans l'armée territoriale jusqu'en 1976, atteignant le grade de major.
Après avoir terminé son service national, il entreprend une carrière dans le droit et obtient son diplôme d'avocat en 1962. Il devient finalement associé dans la pratique londonienne de Joynson-Hicks and Co. Il est également un militant du Parti conservateur. Il se présente au Parlement dans la circonscription de Coventry-Est pour l'élection générale de 1964, mais perd contre Richard Crossman. Il se présente ensuite pour la circonscription de Clapham, un siège marginal à Londres détenu par les travaillistes, aux élections générales de 1966.
Après avoir échoué à prendre Clapham, il continue sa quête pour trouver un siège. Il réussit finalement à Eastbourne en 1972 après que le Parti local ait désélectionné son député en exercice, Charles Taylor qui représentait Eastbourne depuis 1935.

## Carrière parlementaire
Gow est élu au Parlement en tant que député d'Eastbourne aux élections générales de février 1974. Pour avoir une maison dans sa circonscription, Gow achète un manoir du XVIe siècle connu sous le nom de Doghouse dans le village de Hankham. Eastbourne est alors un siège conservateur sûr, et Gow a toujours eu une part majoritaire des voix pendant son mandat de député de la circonscription.
Lors de l'élection à la direction des conservateurs de 1975, Gow vote pour Margaret Thatcher au premier tour. Une fois que Thatcher bat Edward Heath lors du scrutin, plusieurs nouveaux candidats apparaissent et Gow transfère son soutien à Geoffrey Howe au deuxième tour, que Thatcher remporte. Gow est nommé sur le banc avant des conservateurs en 1978 comme porte-parole de l'opposition sur l'Irlande du Nord avec Airey Neave. Les deux hommes développent une politique conservatrice sur l'Irlande du Nord qui favorise l'intégration de la province avec la Grande-Bretagne. Cette approche semble éviter tout compromis avec la minorité nationaliste de la province et avec le gouvernement de la république d'Irlande. Neave et Gow sont tués par des attentats à la voiture piégée en 1979 et 1990 respectivement. Les paramilitaires républicains irlandais ont revendiqué la responsabilité dans les deux assassinats,.
Grâce à son association avec Neave, Gow est introduit dans les cercles intérieurs du Parti conservateur. Il est nommé secrétaire parlementaire privé de Margaret Thatcher en mai 1979, au moment où elle devient première ministre. Alors qu'il sert à ce titre entre 1979 et 1983, Gow devient un ami proche et un confident du premier ministre. Il est profondément impliqué dans le fonctionnement du cabinet privé de Thatcher jusqu'à son départ en juin 1983. Bien qu'élevé au poste ministériel subalterne de ministre du Logement et de la Construction avant de passer plus tard au Trésor, Gow est déçu de sa perte d'influence auprès du Premier ministre. À la fin de 1983, il élabore des plans avec Alan Clark pour revigorer le cabinet privé de Thatcher en l'étendant et rétablir son influence sur la politique, créant ainsi un nouveau poste pour lui-même, mais cela n'a abouti à rien.
Bien qu'identifié à la droite du Parti, il adopte une position libérale sur certaines questions. Il se rend en Rhodésie au moment de sa déclaration unilatérale d'indépendance et a ensuite critiqué le régime de la minorité blanche du pays. En tant que député, Gow vote systématiquement contre le rétablissement de la peine de mort. En tant que ministre d'État au Logement et à la Construction (de 1983 à juin 1985), il montre une volonté d'engager des fonds publics dans des projets de logement qui alarmait certains de la droite du Parti conservateur. "Après avoir pris ce qui était peut-être une position trop raisonnée dans un différend complexe sur les subventions pour l'amélioration du logement, il est muté au poste de ministre d'État au Trésor".
À partir de 1982, la politique conservatrice commence à évoluer vers une position plus flexible sur l'Irlande du Nord. En novembre 1985, Gow est convaincu par les discours prononcés par son cousin Nicholas Budgen de démissionner de son poste de ministre d'État au Trésor à la suite de la signature de l'accord anglo-irlandais. Malgré son désaccord avec la politique gouvernementale, il utilise son discours de démission pour souligner son attachement personnel à Thatcher, la décrivant comme «le meilleur chef, le leader le plus résolu, l'ami le plus gentil que n'importe quel député de cette Chambre puisse espérer servir» . Après sa démission du gouvernement, Gow devient président du comité parlementaire d'arrière-ban conservateur sur l'Irlande du Nord. Il est l'un des principaux opposants à tout compromis avec les républicains et ses tactiques à cet égard inquiètent le secrétaire d'Irlande du Nord James Prior et d'autres députés.
En dépit de son désaccord avec la direction dans laquelle la politique gouvernementale sur l'Irlande du Nord évolue, Gow reste en relation étroite avec Thatcher. En novembre 1989, il travaille dans la campagne électorale à la direction de Thatcher contre Anthony Meyer. Gow entretient des amitiés avec des personnes de diverses tendances politiques, y compris le député travailliste de gauche Tony Banks . Alan Clark le décrit comme "mon ami le plus proche de loin en politique" .

## Vie privée
Gow épouse Jane Elizabeth Packe (née en 1944) dans le Yorkshire le 10 septembre 1966. Ils ont deux fils, Charles Edward (né en 1968) et James Alexander (né en 1970).

## Assassinat
Bien que conscient qu'il est une cible potentielle d'assassinat de l'IRA, contrairement à la plupart des députés britanniques de cette époque, Gow refuse un garde du corps, il laisse son numéro de téléphone et son adresse personnelle dans l'annuaire téléphonique local et dans Who's Who. Aux premières heures du 30 juillet 1990, une bombe est placée sous la voiture Austin Montego de Gow, qui est garée dans l'allée de sa maison à Hankham, près de Pevensey dans l'East Sussex,. La bombe Semtex explose à 08h39 alors que Gow faisait marche arrière pour sortir de son entrée, le laissant avec de graves blessures au bas du corps. Il est mort dix minutes plus tard.
L'IRA revendique la responsabilité du meurtre de Gow, déclarant qu'il est visé parce qu'il est un "associé personnel proche" de Thatcher et en raison de son rôle dans l'élaboration de la politique britannique sur l'Irlande du Nord .

## Conséquences
Les évaluations de la carrière politique de Gow par les nécrologistes étaient mitigées. Tous ont commenté son charme personnel et ses compétences en matière de prise de parole en public et de manœuvre politique. Mais sa nécrologie dans le Times déclarait: "On ne peut pas dire que sa démission en 1985 a interrompu une brillante carrière ministérielle". Une tendance à l'intrigue politique (par exemple, essayer de saper secrètement l'initiative d'Irlande du Nord de Jim Prior après 1982) lui crée des ennemis . Nicholas Budgen fait remarquer que le dévouement personnel de Gow envers Thatcher n'a peut-être pas été bon pour Thatcher ou son gouvernement.
Jane, la veuve de Gow, est nommée DBE en 1990 et est donc devenue Dame Jane Gow. Le 4 février 1994, elle s'est remariée dans le Somerset occidental  au lieutenant-colonel. Michael Whiteley. Elle continue à promouvoir la vie et le travail de son premier mari.
Lors de l'élection partielle d'Eastbourne, son siège à la Chambre des communes est remportée par le libéral démocrate David Bellotti.